# ムンバイ・セントラル-アフマダーバード・ダブルデッカー急行

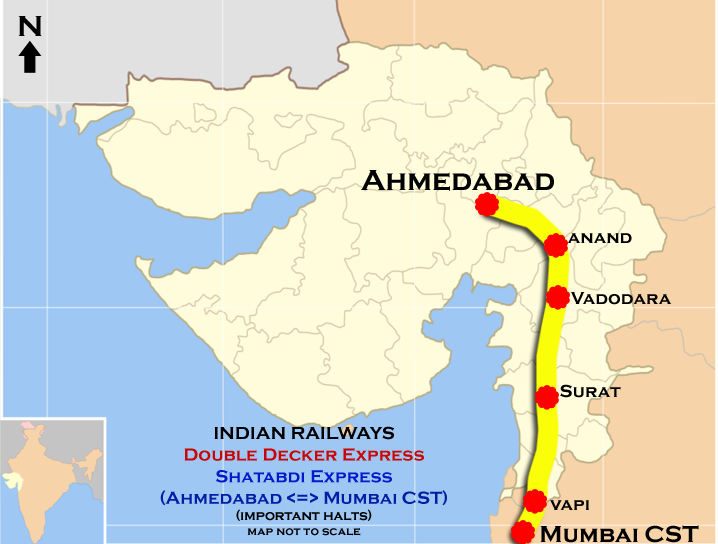
路線図

ムンバイ・セントラル-アフマダーバード・ダブルデッカー急行（英語: Mumbai Central–Ahmedabad Double Decker Express）は、インドの急行列車であるダブルデッカー急行の1つ。ムンバイとアフマダーバードを結ぶ列車で、2012年から営業運転を開始した。

## 概要
1階建て客車よりも収容力に長けた2階建て客車を用いた急行列車「ダブルデッカー急行」のうち、2012年9月19日から営業運転を開始した列車。ムンバイのムンバイ・セントラル駅とアフマダーバードのアフマダーバード・ジャンクション駅の間、全長493 kmの路線を結ぶ。ビジネス客を主な利用層として見据えた列車で、客車は全室冷房が搭載されている他、小規模な厨房（pantry）も設けられており、有料の供食サービスも実施されている。
また、ムンバイ・セントラル-アフマダーバード・ダブルデッカー急行はインド鉄道の急行列車で初めて全面広告が施された列車でもあり、2017年3月にインドの石鹸ブランド「サブロン（Savlon）」が展開する手指の衛生意識促進のための社会啓発活動（Savlon Swasth India Mission）の一環として全面ラッピングが実施された。

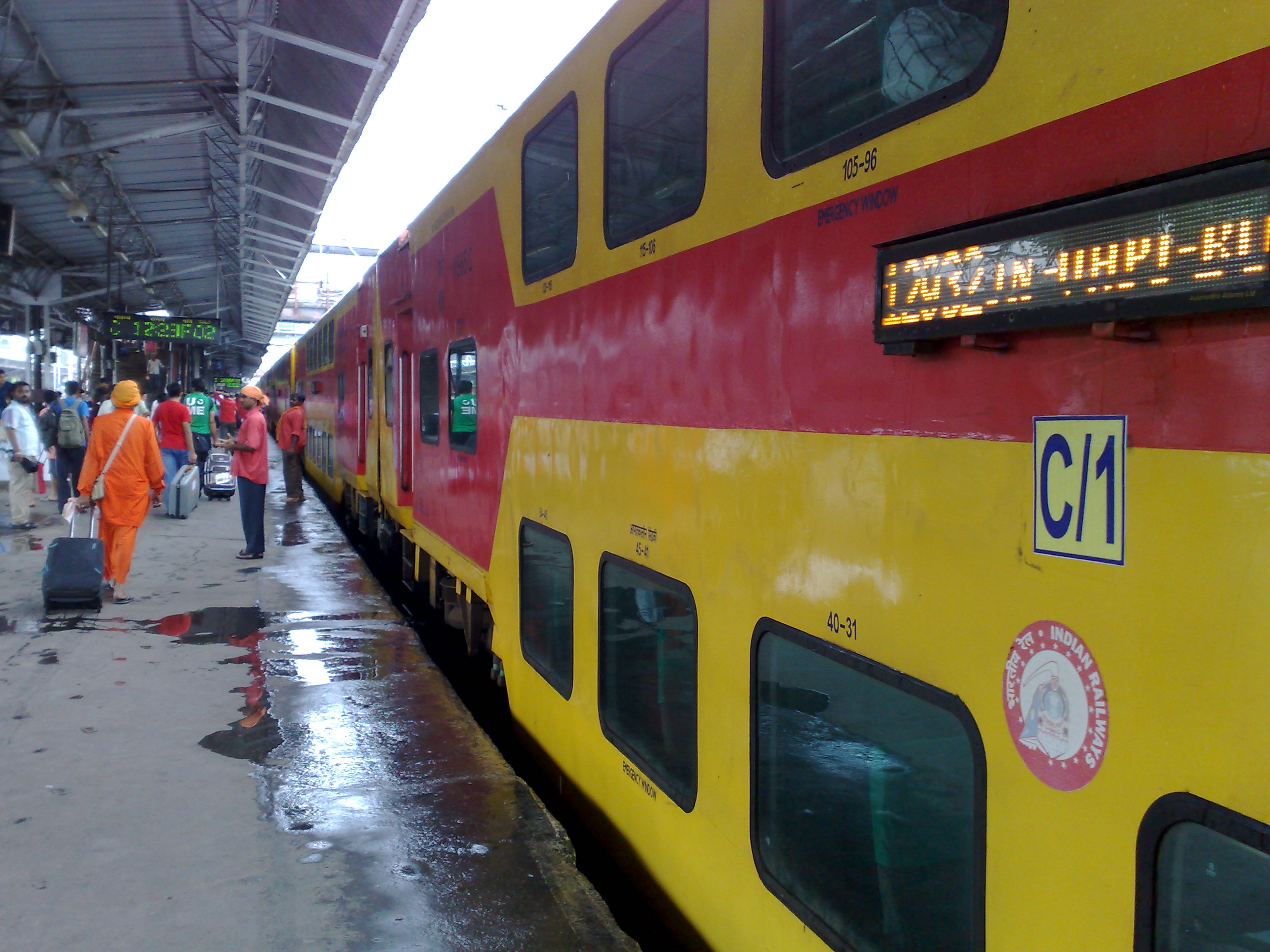
2階建て客車（2013年撮影）
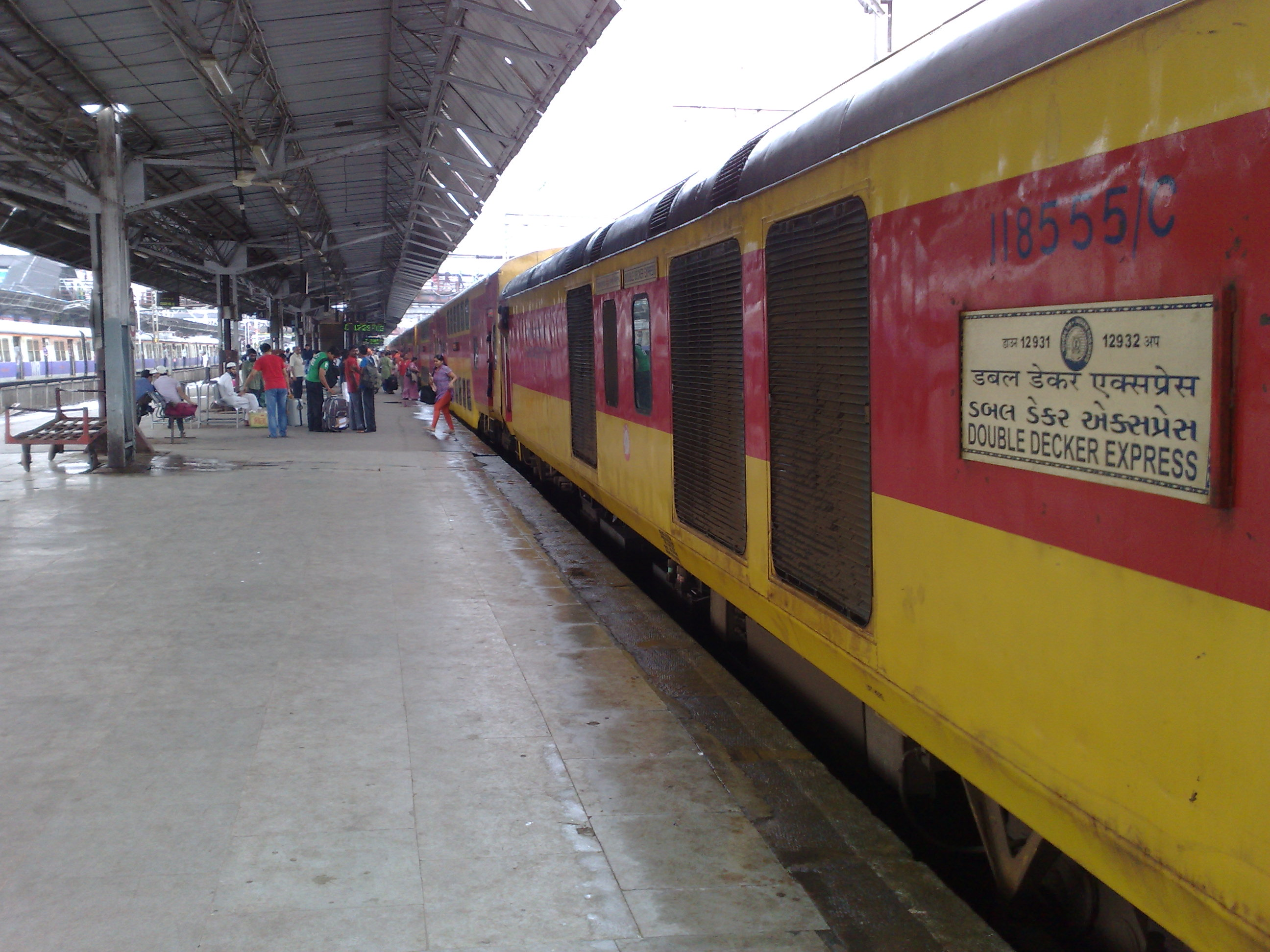
電源車（2013年撮影）